# Netstal

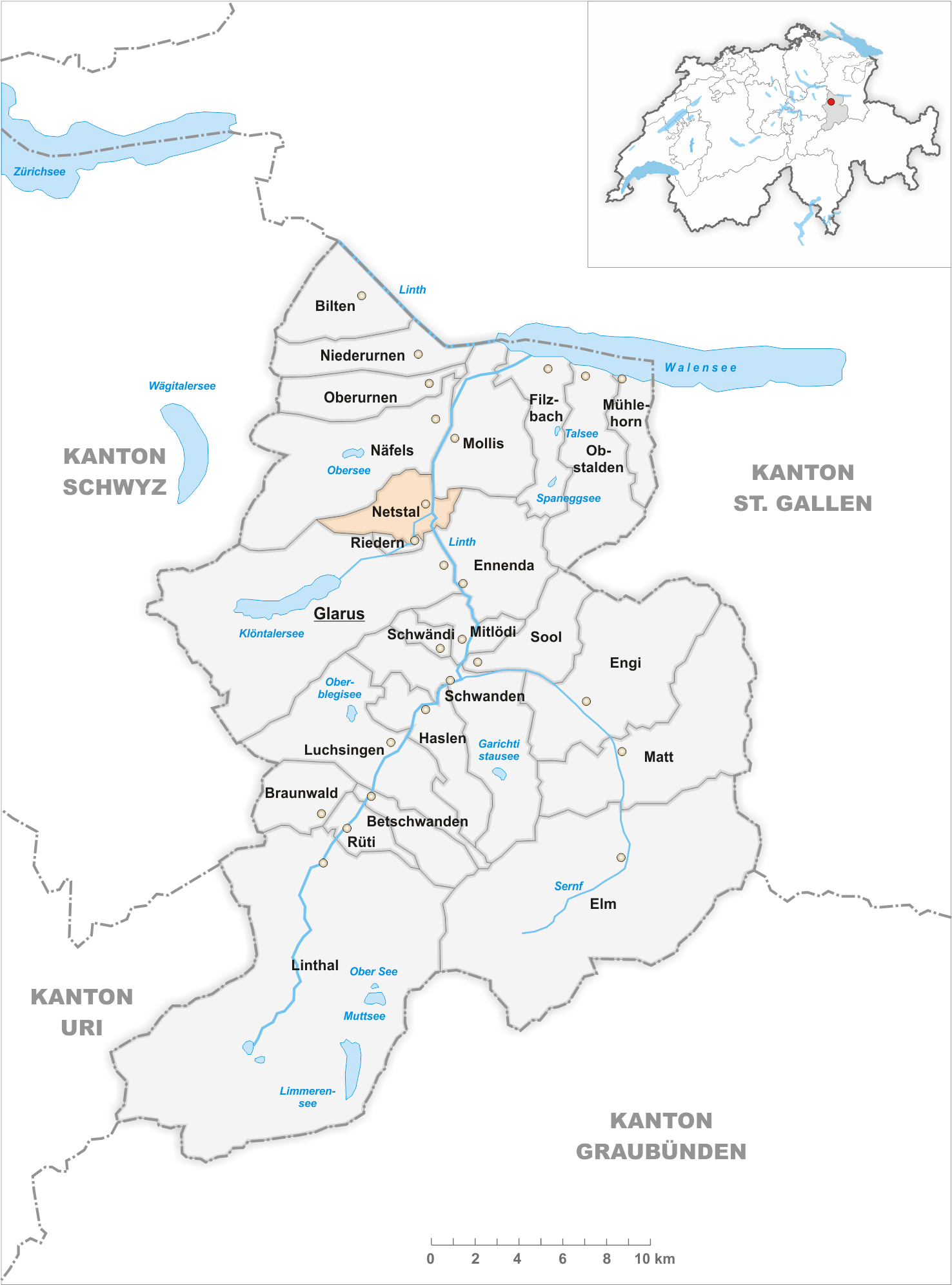
Gemeindestand vor der Fusion am 1. Januar 2011

Netstal, historisches Luftbild vor 1927, aufgenommen von Walter Mittelholzer

Netstal ist eine Ortschaft in der Gemeinde Glarus im Kanton Glarus in der Schweiz. Die Ortschaft zählt rund 3000 Einwohner.
Sie wurde im Rahmen der Glarner Gemeindereform auf den 1. Januar 2011 mit den Gemeinden Ennenda, Glarus und Riedern zur neuen Gemeinde Glarus zusammengelegt.

## Geographie
Der Ort Netstal liegt auf 458 m ü. M. Das Gemeindegebiet ist nur auf der westlichen (linken) Seite des Haupttals besiedelt. Dorfteile liegen aber auf beiden Seiten des vom Klöntal her kommenden Löntsch. Das Dorfbild wird geprägt durch vier Hügel, die von einem prähistorischen Bergsturz vom Glärnisch herrühren.

## Geschichte
Die älteste erhaltene urkundliche Erwähnung von Netstal datiert auf das Jahr 1289. Es ist unklar, ob der Name als Stall des Bauern Net gedeutet, auf das althochdeutsche Wort „Netz“ (in der Bedeutung Quelle) zurückführen oder anderen Ursprunges ist.
Im Tagwen Netstal sind bis zum 16. Jahrhundert Siedlungen Leuzingen, Löntschen und ein Teil des verschwundenen Tagwen Turserron aufgegangen. Bis um 1900 wurde auch das Klöntal als zur Gemeinde gehörend betrachtet.
Das Dorf erlitt im Verlaufe des 2. Koalitionskrieges 1799 grosse Schäden. Eine russische Kanonenkugel sowie die Aufschrift 1799 am Restaurant Sternen erinnern an die heftigen Kämpfe zwischen Franzosen und Russen in und um Netstal.

## Wappen
1421 stiftete einer der reichsten Eidgenossen seiner Zeit, alt Landammann Mathias Netstaler, eine Kapelle. Noch heute erinnert das Gemeindewappen an dasjenige der früheren Familie Netstaler. Statt eines führt es nun aber drei Sterne, welche die drei der Gemeinde angegliederten Weiler versinnbildlichen.

## Religion
Netstal gehörte kirchlich zur Pfarrei Glarus. Erst 1777 erfolgte die Ablösung des Wahlrechtes durch die Gemeinde. 1876 wurde Netstal zur selbständigen katholischen Kirchgemeinde erhoben. Die jetzige katholische Kirche wurde 1933–1934 von Otto Linder gebaut und 1935 eingeweiht. Zwischen 1624 und 1837 tagten die katholische Landsgemeinde 77 Mal im Erlen, an der Grenze zu Näfels, und der katholische Rat des Landes Glarus bis 1742 im heute noch bestehenden Gasthaus Raben, dann bis 1798 im jetzigen Restaurant Zum alten Rathaus.
1697 wurde eine erste protestantische Kirche auf dem Platz des derzeitigen Friedhofes erbaut. 1810/13 kam es zum Bau des heutigen Gotteshauses durch die Kirchgenossen im Frondienst.

## Wirtschaft
Im 16. Jahrhundert zählte man in der Dorfbevölkerung rund 500 Seelen. Durch das Auftreten der Pest in den Jahren 1611 und 1629 wurde sie stark dezimiert. Teuerungen und Hungersnöte zwangen die Netstaler zu Diensten in fremden Heeren und zur Auswanderung in alle Welt. Immerhin begünstigte die Wasserkraft im 16. Jahrhundert das Entstehen von Gewerbe. 1548 erscheint in den Schriftquellen die erste Mühle, 1651 erstmals eine Zigermühle.
Als Erster hatte Heinrich Weber-Walcher (1654–1722) am unteren Dorfbach eine Papiermühle betrieben. In dieser Zeit handelte man vermehrt mit Brenn- und Bauholz aus dem Klöntal. Aus der während des Sommers von Netstalern in Frankreich ausgeübten Wattemacherei entwickelte sich auch ein ausgedehnter Strohhuthandel.
Während der Helvetik war Netstal dem Distrikt Glarus zugeteilt worden.
Die Industrialisierung im 19. Jahrhundert betraf besonders den Bereich Textilien. 1857 erfolgten zudem die Gründung der nachmaligen Netstal-Maschinen AG, heute mit Hauptsitz in Näfels, sowie 1859 der Anschluss ans Eisenbahnnetz durch die Eröffnung der Bahnstrecke Weesen–Linthal. Zwischen 1820 und 1875 wanderten viele Netstaler Fachleute, vor allem Käser, nach Russland aus.
Um die Wende zum 20. Jahrhundert gab es die noch heute existierenden Fabriken für Papier, für Metall- und Plastikwaren (Stöckli, seit 1878), für Kalk (Chalchi / Kalkfabrik Netstal KFN, seit 1900) und Präzisionszahnräder (Sauter, Bachmann AG, seit 1922). Viele Fabrikantenvillen sind Zeugen dieser Entwicklung. Die Einwohnerzahl Netstals verdoppelte sich beinahe zwischen 1799 und 1870 (Anstieg von 1350 auf 2600 Personen). Ein Museum dokumentiert (seit 1981) unter anderem den Bau des Löntschwerks (1905–1908) mit dem Staudamm im Klöntal. Seit 1862 bis zu dessen Fertigstellung hatte man dort in grossem Stile Eis gewonnen.

## Schulen
Bereits 1725 wurde in einem Bauernhaus erstmals ein Schulzimmer eingerichtet, 1737 der erste Schulmeister gewählt. Am 6. Juni 1877 weihten die Netstaler ein gemeindeeigenes Schulhaus ein, dem 1936 ein Sekundar- und 1959 ein Primarschulhaus angegliedert wurden. Seit 1867 besteht auch ein Kindergarten.

## Denkmäler
- Auffallend ist das Stählihaus, einer der wenigen Riegelbauten im Kanton. Das Haus hat Baujahr 1728.
- Den legendären Glarner Anführer der Schlacht bei Näfels, Mathias Ambühl, verewigt eine Tafel am Ambühlhaus.
- Am 15. Dezember 1941 ereignete sich unterhalb von Netstal ein Minenwerferunglück, bei dem vier Wehrmänner aus der Stabskompanie des kantonalen Füsilierbataillons 85 ihr Leben verloren. An diese Tragödie erinnert ein Gedenkstein, an dem eine Glarner Ehrenkompanie alljährlich an der Näfelser Fahrt einen Kranz niederlegt.
- Ein Naturdenkmal ist der Schlattstein, ein grosser Findling oberhalb des Dorfes.

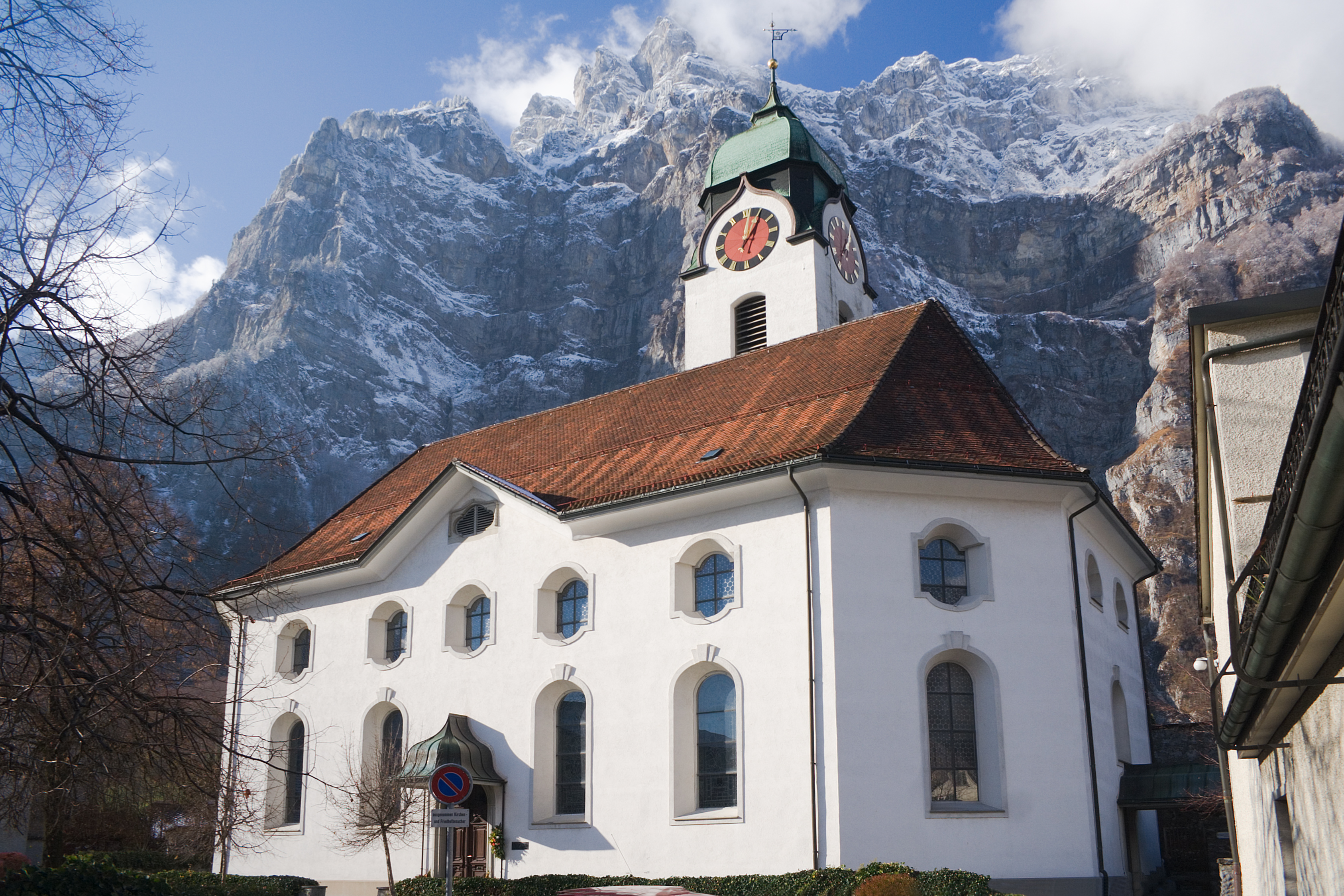
Reformierte Kirche Netstal
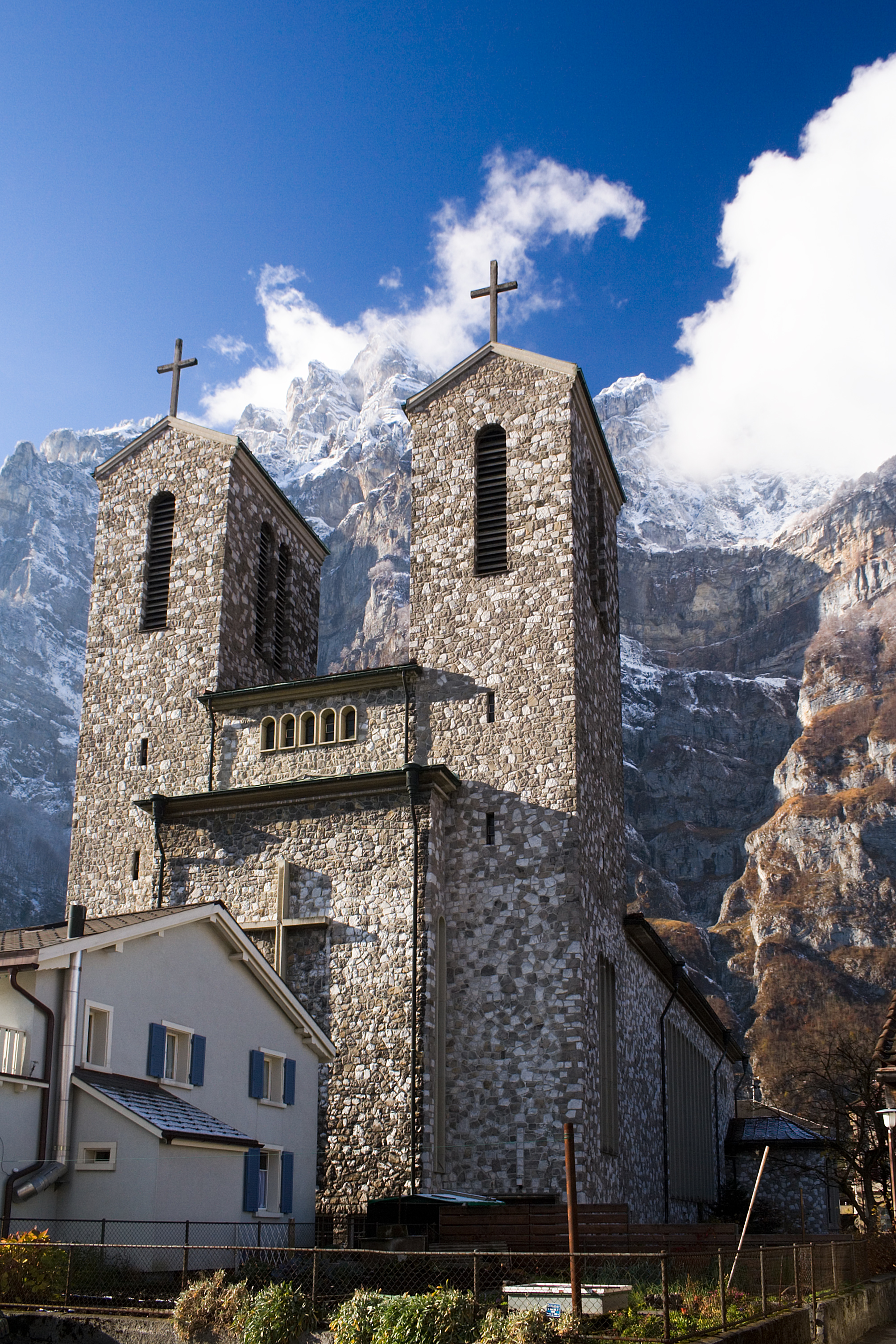
Die katholische Kirche Netstal
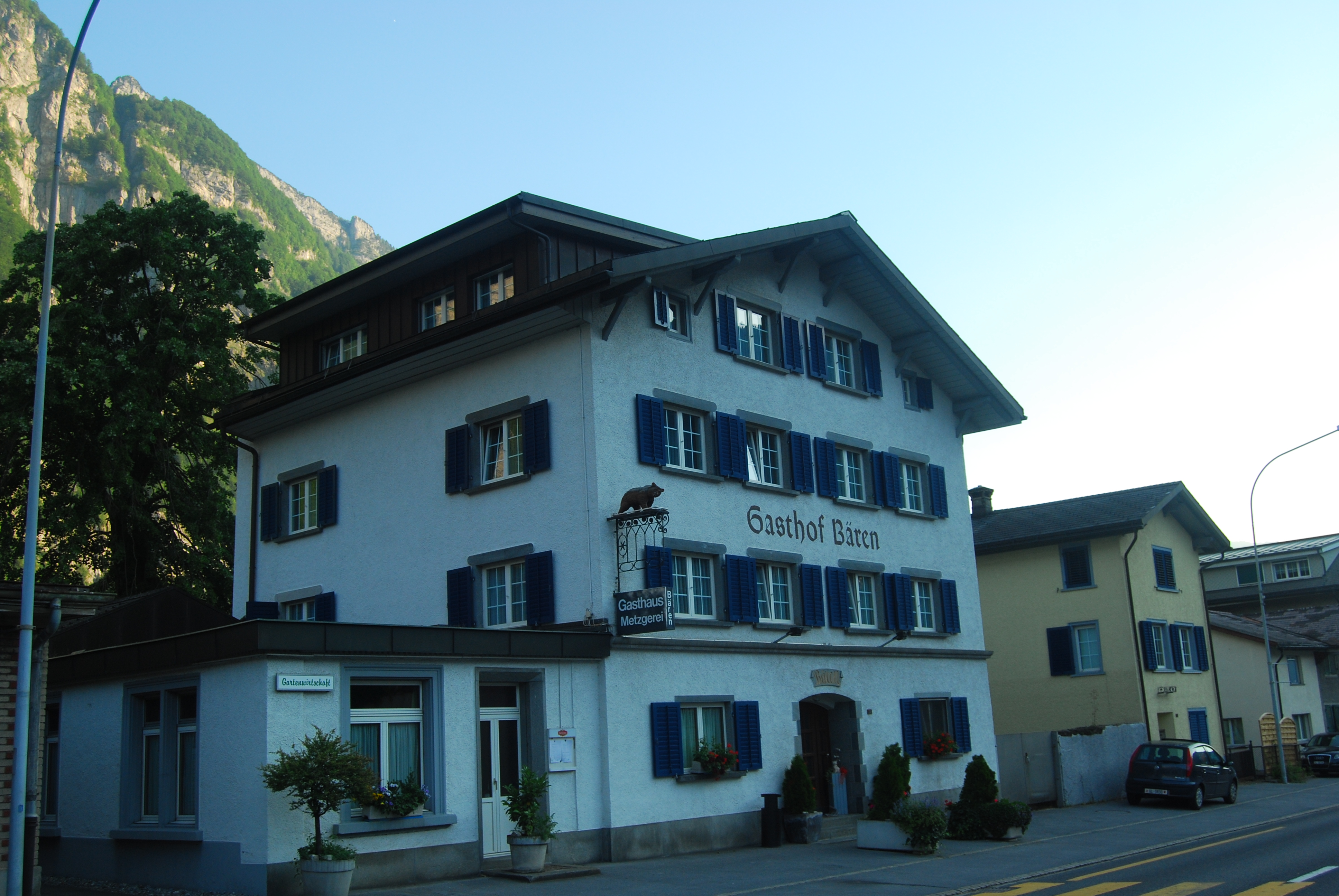
Gasthaus Bären
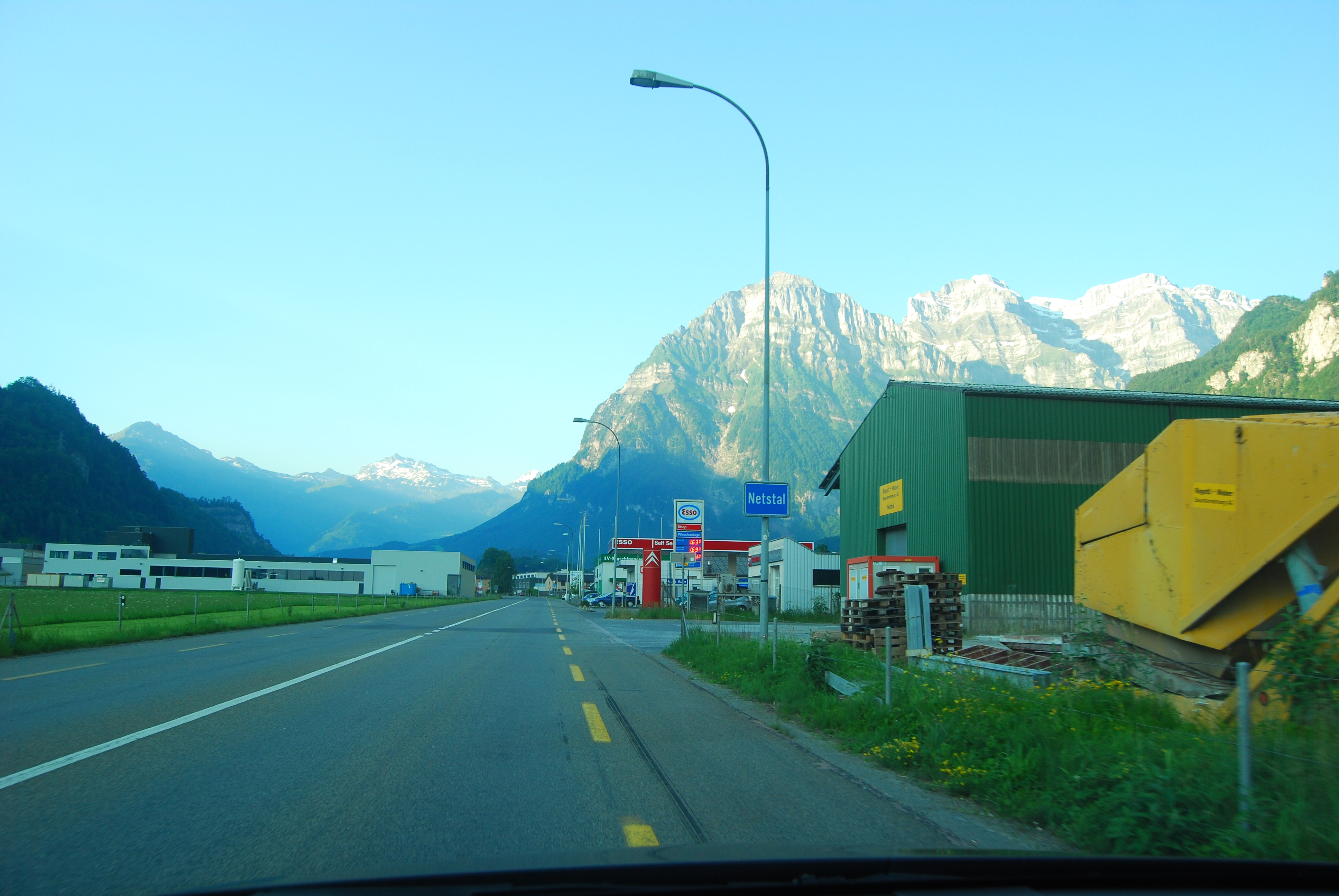
Dorfeingang von Näfels her kommend
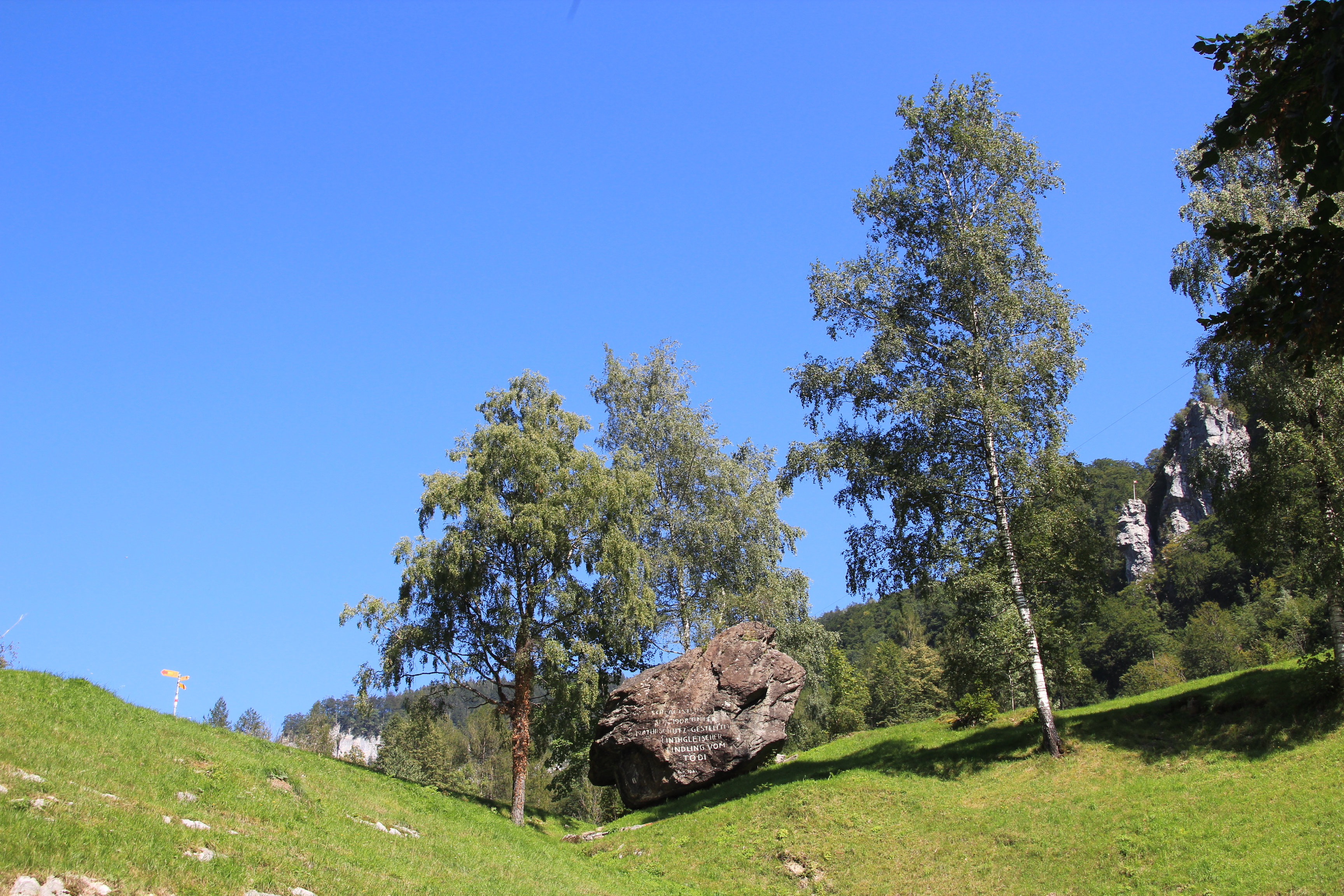
Schlattstein

## Persönlichkeiten
- Johann Melchior Kubli (1750–1835), Politiker
- Rudolf Leuzinger (1826–1896), Kartograph
- Johannes Weber (1846–1912), Zeichner, Maler, Holzstecher und Illustrator
- Christian Meier (1889–1959), Politiker
- Ludwig Hohl (1904–1980), Schriftsteller
- Fridolin Beeler (1921–1943), zum Tode verurteilter Landesverräter
- Marcel Schwander (1929–2010), Journalist, Schriftsteller und Übersetzer